# Козлов Микола Іванович
Микола Іванович Козлов (1912, місто Сизрань, тепер Самарської області, Російська Федерація — ?) — радянський таджицький діяч, 1-й секретар Гармського та Кулябського обласних комітетів КП(б) Таджикистану. Член ЦК КП Таджикистану та голова ревізійної комісії КП Таджикистану. Депутат Верховної ради Таджицької РСР.

## Біографія
Народився в родині робітника. Трудову діяльність розпочав у 1928 році піонерським працівником Новоспаського районного комітету ВЛКСМ Куйбишевської області.
У 1930—1934 роках — голова, заступник керуючого, начальник адміністративно-господарського відділу Головного дорожньо-транспортного управління.
З 1934 по 1936 рік служив у Червоній армії.
У 1936—1939 роках — помічник начальника політичного відділу вівчарського радгоспу «Якко-Дін» Таджицької РСР.
Член ВКП(б) з 1938 року.
У 1939—1941 роках — інструктор сільськогосподарського відділу ЦК КП(б) Таджикистану.
У 1941—1944 роках — 1-й секретар Кокташського районного комітету КП(б) Таджикистану.
У 1944—1945 роках — 1-й секретар Желєзнодорожного районного комітету КП(б) Таджикистану міста Сталінабада.
У 1945—1946 роках — слухач Вищої партійної школи при ЦК ВКП(б) у Москві.
У 1946—1948 роках — 1-й секретар Гармського обласного комітету КП(б) Таджикистану.
У 1948—1952 роках — 1-й секретар Кулябського обласного комітету КП(б) Таджикистану.
У 1952—1958 роках — завідувач відділу транспорту ЦК КП Таджикистану; завідувач відділу адміністративних, торгово-фінансових та планових органів ЦК КП Таджикистану.
У 1958—1960 роках — голова партійної комісії при ЦК КП Таджикистану.
У 1960—1961 роках — 2-й секретар Ленінабадського обласного комітету КП(б) Таджикистану.
У 1961—1963 роках — заступник голови Комісії державного контролю Ради міністрів Таджицької РСР.
У 1963—1967 роках — завідувач відділу організаційної роботи Комітету партійно-державного контролю РМ Таджицької РСР.
У 1967—1969 роках — завідувач постійно діючих курсів з перепідготовки партійних та радянських працівників при ЦК КП Таджикистану.
Подальша доля невідома.

## Нагороди
- орден Леніна
- чотири ордени Трудового Червоного Прапора
- орден «Знак Пошани»
- медалі